# Jørgen Norheim
Jørgen Norheim (* 15. November 1952 in Sollia im Østerdalen in Norwegen) ist ein norwegischer Schriftsteller.
Norheim wuchs in Vestre Slidre auf. 1986 machte er seinen Abschluss an der Universität Oslo im Hauptfach Geschichte. Seine Abschlussarbeit befasste sich mit der norwegischen Kirchengeschichtsschreibung und hatte den Titel „I verda, men ikkje av verda“: Problem i norsk kyrkjehistorieskriving.
Von 1987 bis 1996 war Norheim in der Redaktion der Zeitschrift Syn og Segn tätig. Sein Erstlingsroman erschien 1994 mit dem Titel Liten svein i bærskog ut.
Norheim wurde 2003 für den Literaturpreis des Nordischen Rates für den Roman Ingen er såtrygg i fare nominiert, 2008 für seinen Roman Adjutanten für den Brageprisen.

## Bibliographie
- 1994: Liten svein i bærskog ut. Roman; Samlaget, Oslo.
- 1998: Mars: erindrings- og oppmuntringsskrift. Roman; Samlaget, Oslo.
- 2002: Ingen er såtrygg i fare. Roman; Samlaget, Oslo.
- 2008: Adjutanten. Roman, Samlaget, Oslo, ISBN 978-82-521-7276-8.
deutsche Übersetzung: Der Adjutant. Roman; Osburg Verlag, Berlin 2010, ISBN 978-3-940731-47-0